# Шоймош
Шоймош (рум. Șoimoș) — село у повіті Арад в Румунії. Адміністративно підпорядковане місту Ліпова.
Село розташоване на відстані 389 км на північний захід від Бухареста, 31 км на схід від Арада, 54 км на північний схід від Тімішоари.

## Населення
За даними перепису населення 2002 року у селі проживали 1029 осіб.
Національний склад населення села:
| Національність | Кількість осіб | Відсоток |
| -------------- | -------------- | -------- |
| румуни         | 1009           | 98,1%    |
| українці       | 10             | 1,0%     |
| угорці         | 7              | 0,7%     |

Рідною мовою назвали:
| Мова       | Кількість осіб | Відсоток |
| ---------- | -------------- | -------- |
| румунська  | 1013           | 98,4%    |
| угорська   | 8              | 0,8%     |
| українська | 5              | 0,5%     |